# ラプタ
ラプタ（古代ギリシア語: Ράπτα、英: Rhapta）は、紀元1世紀以降に繁栄した東南アフリカの交易地。正確な位置は判明していないが、いくつかの場所に比定されている。
『エリュトゥラー海案内記』第16節に、「メヌーティアス島から］岸沿いの南へ二日の航程の後にアザニアーの最後の取引地があり、ラプタと呼ばれ」ている、と書かれている。
クラウディオス・プトレマイオスが『ゲオグラフィア』の中で引用するテュロスのマリノスによれば、インドとの交易に携わっていたディオゲネスという商人が、インドへ向かういつもの航路から北風で流され、アフリカ沿岸を25日間南方に航海してラプタの岬の少し北にあたる場所にたどり着いた（その場所はナイル川の水源をなす湖沼地帯である。）という。ラプタは同名の川（ラプトス）がインド洋に流れ込む場所にあり、メヌーティアス島の対岸にあった。ディオゲネスはさらに、ラプタ川の源流は月の山脈の近く、ナイル川の源流があるといわれる湿地帯の近くにあるとも報告した。
一方で、現在のイエメンに相当する幸福のアラビアからアザニアやラプタへの航海に従事する商人らによると、ラプトン岬の近くにインド洋に流れ込むラプトス川と海から少し離れたところにラプタとがあるという。つまり、ラプタが内陸の邑であるという。商人らはこの地をバルバリア（蛮地）という固有名詞で呼び習わし、そこには象が非常に多いとした。プトレマイオスはラプタの位置をメヌゥティアス島より緯度が5°30’北の場所にあると推定した。中務 (1986)によるとΡάπταは「編んだ舟」の意であり、Ράπταという地名は現地の住人が編んだ舟を用いていたことからつけられたとされるが、他に現地音に基づいてつけられたとする説もあるという。
6世紀のコスマス・インディコプレウステースもラプタに言及している。

## 位置

『エリュトゥラー海案内記』関連図（推定を含む）

村川堅太郎は、バガモヨからキルワあたりの間のどこかに比定される、としている。
G・W・B・ハンティングフォードは、候補を5つ挙げている。
- タンガ - ムクルムジ川（英語版）とジギ川（英語版）の河口
- パンガニ（英語版） - パンガニ川（ルヴ川、Ruvu River）の河口
- ムササニ - ダルエスサラーム北方3マイルの地域（現在は同市内）、もしくはダルエスサラーム自体
- キスユ
- ルフィジ川デルタのどこか、マフィア島の対岸

ハンティングフォードは最初の2つを、ザンジバル島やペンバ島に近すぎるとして退けている（彼は両島をメヌーティアス島に比定し、同島がラプタの北方にあるとする『エリュトゥラー海案内記』の記述に従っている）。また、ムササニには川がないので、キスユかルフィジ川デルタのどちらかだろうと結論している。しかし、J・イネス・ミラーはペンバ島でローマ帝国のコインが発見されていることや、ルヴ川の源流がキリマンジャロ山やメルー山に近い（ディオゲネスの報告内容に近い）こと、またセム語系の文字で書かれた古碑文がパンガニ河口付近で発見されていることを挙げて、ペンバ島がラプタではないかと指摘している。
en:Felix A. Chami教授が、マフィア島や同島から近いアフリカ本土のルフィジ川河口で大規模な対ローマ交易が行われていたことを示す紀元1～数世紀ごろの考古学的証拠を発見している。